# Borovice u Korbela
Borovice u Korbela je památný strom, stará borovice, která roste nedaleko rybníka Korbel poblíž Velké Bíteše u staré cesty z Nových Sadů k hájence Demáčky. BOROVICE , LET 380  , VÝŠKY 46 

## Základní údaje
- název: Borovice u Korbela
- výška: ?
- obvod: ?
- věk: minimálně 200 let
- památný strom ČR: pravděpodobně nevyhlášena
- umístění: kraj Vysočina, okres Žďár nad Sázavou, obec Velká Bíteš
- souřadnice: 49°17'8.7"N 16°11'50.5"E

Borovice je stále živá a vitální, ale její koruna již není kompletní. Poblíž kmene je umístěna informační tabule popisující, co se zde stalo:
„Borovice stojí zde od nepaměti. Již když jsem byl chlapec, byla taková, jako je dnes. Pod samou borovicí v mezi je oválný žulový kámen, značně veliký, na němž vystupuje vytesán kříž. Na sousední blízké mezi jsou takové kameny s křížem ještě dva. O tom místě se vypravuje, že se zde pobyli chasníci jdoucí od muziky a tři byli zabiti. Na památku zasazeny ty tři kameny. Potom zde vyrostla i ta osamělá borovice. Tak jsem slyšel vypravovat od starých lidí.“
- - vyprávění 78letého pamětníka Jana Petra v roce 1926 zaznamenal kronikář Velké Bíteše Karel Brod[1]

Dnes již oválný kámen s křížem na místě chybí. 25. srpna 2007 Miroslav Nováček z Jasenice zhotovil a s přáteli u borovice umístil současnou dřevěnou informační tabuli, která spolu se zveršovaným příběhem nese i jeho původní znění, jak ho kronikáři nadiktoval Jan Petr.
Nedaleko odtud stávala vesnice Otěchleby, která zanikla pravděpodobně koncem 15. století.